# Arboretum de Dubrava
L'arboretum de Dubrava (lituanien : Dubravos arboretumas) est un arboretum et un centre de recherches expérimental de la Dubrava Experimental – Training Forest Enterprise (Dubravos eksperimentinė mokomoji miškų urėdija, Entreprise Expérimental et de Formation de Dubrava) laquelle est issue de la privatisation en 2005 de la station de recherches de la Forêt de Dubrava qui avait été fondée en 1958 à des fins scientifiques et sylvicoles pendant l'occupation soviétique de la Lituanie.
Il se situe dans le village de Vaišvydava, dans la commune et à proximité de Kaunas, en Lituanie.
Il abrite, sur 49,8 hectares, une importante collection dendrologique composée de plus de 1000 taxons d'arbres et arbustes cultivés, acclimatés et exposés à des fins sylvicoles et paysagères.